# 柳齊米爾湖
51°29′12″N 23°55′58″E / 51.48667°N 23.93278°E

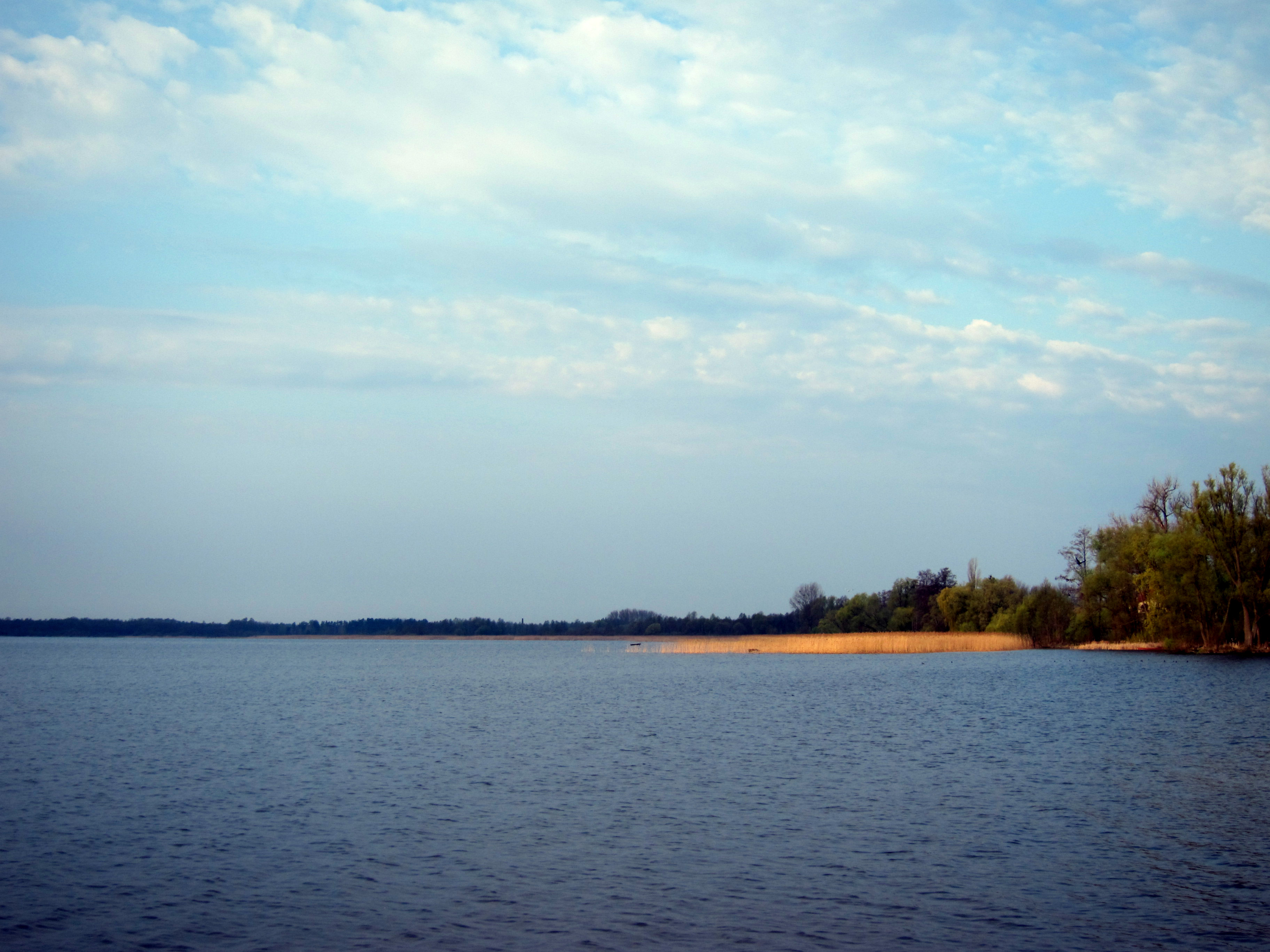

柳齊米爾湖（烏克蘭語：Люцимир），是烏克蘭的湖泊，位於該國西部沃倫州，處於科韋利區，長2.97公里、寬2公里，面積4.3平方公里，平均水深4.1米，湖岸線全長8.7公里。